# Suctobelbella semidentata
Suctobelbella semidentata är en kvalsterart som beskrevs av Hammer 1982. Suctobelbella semidentata ingår i släktet Suctobelbella och familjen Suctobelbidae. Inga underarter finns listade i Catalogue of Life.